# Wanlessia sedgwicki
Wanlessia sedgwicki is een spinnensoort in de taxonomische indeling van de springspinnen (Salticidae).
Het dier behoort tot het geslacht Wanlessia. De wetenschappelijke naam van de soort werd voor het eerst geldig gepubliceerd in 1992 door Wijesinghe.